# Łukasz Fabiański
Łukasz Marek Fabiański (IPA: [ˈwukaʂ faˈbʲaɲski]; Kostrzyn nad Odrą, 1985. április 18. –) lengyel válogatott labdarúgó, a West Ham United kapusa a Premier League-ben, és a lengyel labdarúgó-válogatott tagja.

## Pályafutása

### Kezdeti évek
Pályafutása a Polonia Słubice klubban indult el, mikor a 14 éves Fabiański csatlakozott a híres MSP Szamotuły futball-akadémiára, ahol futballtehetségét szerezte. Ezalatt három klubban játszott: a Lubuszanin Drezdenkóban, a Sparta Brodnicában és a Mieszko Gnieznóban, majd a 2004–2005-ös szezonra a Lech Poznańhoz szerződött.

### Legia Warszawa
2005 telén Fabiański a Legia Warszawához szerződött, ahol Artur Boruccal kellett megküzdeni a klubtagságért. Miután Borucot eladták a Celticnek, Fabiański 2005. július 24-én elkezdhette kapusi tevékenységeit. Első meccse a Arka Gdynia ellen volt, és 0–0-ra végződött. Ő segítette a Legiának megnyerni a Lengyel ligabajnokságot a 2005–2006-os szezonban.
A 2005–2006-os és a 2006–2007-es eredményei vezették őt a lengyel Ekstraklasa legjobb kapusának átadott futball Oscar-díjhoz.

### Arsenal
2007. május 8-án Fabiański orvosi teszteken vett részt Londonban, miután az Arsenal és a Legia Warsawa egy nem közzétett fizetésben egyezett meg, amit 2007. május 11-én Arsène Wenger, az Arsenal menedzsere megerősített. Fabiański hivatalosan 2007. május 26-án aláírt, egy nem közzétett fizetésről szóló hosszútávú szerződést az Arsenalnak.
Első fellépése az Arsenalnál 2007. július 14-én volt egy előszezoni baráti mérkőzésen a Barnet ellen, ahol félidőben váltotta Manuel Almuniát. A meccs 2–0-ra végződött az Arsenal javára.
Következésképpen ő volt az Arsenal legesélyesebb kapusa a 2007–2008-as Carling-kupa mozgalomra és a klub mind az öt mérkőzésén feltűnt.
Az első nagy alakítása 2007. szeptember 25-én volt, a Newcastle United ellen a Carling-kupa harmadik fordulójában, az Arsenal első mérkőzésén a versenyben – 2–0-ra nyerték. A negyedik fordulóban is jól szerepelt, 3–0-ra nyertek a Sheffield United ellen 2007 október 31-én, ahol szintén ő vezette a csapatot győzelemre a második versenymeccsén. Szintúgy számos jó védése volt a Blackburn Rovers ellen a negyeddöntőben; hosszabbításban 3–2-re nyertek. Azonban az Arsenal kikapott a helyi riválisától, a Tottenham Hotspurtől, miután 5–1-re kikapott a második fordulóban, a középdöntőben, a White Hart Laneen.
Fabiański Premier League-i debütálására 2008 április 28-án került sor, a Derby County-val vívott meccsükkor. Kaptak ugyan két gólt, de az Arsenal végül 6–2 nyert és Wenger megdicsérte Fabiańskit a teljesítményéért. Megtartotta a helyét a következő hazai mérkőzésen is az Everton ellen 2005. május 4-én, ahol a hetvenedik percben Jens Lehmann leváltotta, de olyan búcsúztatót kapott, mint az szezon utolsó mérkőzésén, Sunderlandnél, május 11-én. Arsène Wenger kijelentette, hogy ő lesz az Arsenal második válogatott kapusa, Manuel Almunia után.

### Swansea City
2014. május 29-én jelentették be, hogy ingyen igazolt a Swansea Cityííhez, miután július 1-jén lejárt a szerződése az Arsenalnál. Augusztus 16-án debütált a Manchester United ellen 2–1-re megnyert bajnoki találkozón. 2014. december 7-én kiállították a West Ham United ellen 3–1-re elvesztett bajnoki mérkőzésen, miután Diafra Sakho ellen szabálytalanságot követett el. 2015. július 6-án új, négyéves szerződést írt alá a klubbal.

### West Ham United
2018. június 20-án 7 millió fontért szerződtette háromévre a West Ham United. Első lengyel labdarúgó lett a klubnál. 2021 márciusában 2022 júniusáig meghosszabbította szerződését 2022. január 12-én 300. Premier League-mérkőzését játszotta a Norwich City elleni 2–0-s győzelem során, amivel ő lett az első lengyel játékos, aki elérte ezt a mérföldkövet. 2022 júliusában újabb szerződéshosszabbítást írt alá, amely 2023 nyaráig szólt. 2025. május 9-én jelentették be, hogy nem hosszabbított vele a klub, ezért június 30. után ingyen távozhat.

### A válogatottban
Már többszörös U21-es válogatott volt, a Legia Warszawa csapatában is rendszeresen védett, mikor bemutatkozott a lengyel válogatottban, 2006. március 29-én Szaúd-Arábia ellen. Szintén ő volt a 2006-os németországi futball-világbajnokság tartalékkapusa. A 2008-as ausztria–svájci labdarúgó-Európa-bajnokságon is feltűnt, játszott a Lengyelország–Szerbia 2–2 eredményű meccsén 2007. november 21-én.

## Sikerei, díjai
Legia Warszawa
- Ekstraklasa: 2005–2006

Arsenal
- FA-Kupa: 2013–2014

West Ham United
- UEFA Konferencia Liga: 2022–2023[11]

Egyéni díjai
- Legjobb kapus a Lengyel Ekstraklasa ligában: 2006, 2007
- Swansea City – A szezon játékosa: 2017–2018[12]
- Az év lengyel labdarúgója: 2018
- West Ham United – A szezon játékosa: 2018–2019[13]
- London Football Awards – Az év kapusa: 2021[14]

## Statisztika

### Klubokban
2025. január 15-én frissítve.
| Klub             | Szezon           | Bajnokság        | Bajnokság | Bajnokság | Kupa | Kupa  | Ligakupa | Ligakupa | Nemzetközi | Nemzetközi | Egyéb | Egyéb | Összesen | Összesen |
| Klub             | Szezon           | Osztály          | P.        | Gólok     | P.   | Gólok | P.       | Gólok    | P.         | Gólok      | P.    | Gólok | P.       | Gólok    |
| ---------------- | ---------------- | ---------------- | --------- | --------- | ---- | ----- | -------- | -------- | ---------- | ---------- | ----- | ----- | -------- | -------- |
| Lech Poznań      | 2004–2005        | Ekstraklasa      | 0         | 0         | 1    | 0     | 0        | 0        | 0          | 0          | —     | —     | 1        | 0        |
| Legia Warszawa   | 2005–2006        | Ekstraklasa      | 30        | 0         | 0    | 0     | 0        | 0        | 2          | 0          | —     | —     | 32       | 0        |
| Legia Warszawa   | 2006–2007        | Ekstraklasa      | 23        | 0         | 1    | 0     | 0        | 0        | 6          | 0          | —     | —     | 30       | 0        |
| Legia Warszawa   | Összesen         | Összesen         | 53        | 0         | 1    | 0     | 0        | 0        | 8          | 0          | —     | —     | 62       | 0        |
| Arsenal          | 2007–2008        | Premier League   | 3         | 0         | 0    | 0     | 5        | 0        | 0          | 0          | —     | —     | 8        | 0        |
| Arsenal          | 2008–2009        | Premier League   | 6         | 0         | 6    | 0     | 3        | 0        | 3          | 0          | —     | —     | 18       | 0        |
| Arsenal          | 2009–2010        | Premier League   | 4         | 0         | 2    | 0     | 2        | 0        | 2          | 0          | —     | —     | 10       | 0        |
| Arsenal          | 2010–2011        | Premier League   | 14        | 0         | 0    | 0     | 1        | 0        | 5          | 0          | —     | —     | 20       | 0        |
| Arsenal          | 2011–2012        | Premier League   | 0         | 0         | 2    | 0     | 3        | 0        | 1          | 0          | —     | —     | 6        | 0        |
| Arsenal          | 2012–2013        | Premier League   | 4         | 0         | 0    | 0     | 0        | 0        | 1          | 0          | —     | —     | 5        | 0        |
| Arsenal          | 2013–2014        | Premier League   | 1         | 0         | 6    | 0     | 2        | 0        | 2          | 0          | —     | —     | 11       | 0        |
| Arsenal          | Összesen         | Összesen         | 32        | 0         | 16   | 0     | 16       | 0        | 14         | 0          | —     | —     | 78       | 0        |
| Swansea City     | 2014–2015        | Premier League   | 37        | 0         | 1    | 0     | 0        | 0        | —          | —          | —     | —     | 38       | 0        |
| Swansea City     | 2015–2016        | Premier League   | 37        | 0         | 0    | 0     | 0        | 0        | —          | —          | —     | —     | 37       | 0        |
| Swansea City     | 2016–2017        | Premier League   | 37        | 0         | 0    | 0     | 0        | 0        | —          | —          | —     | —     | 37       | 0        |
| Swansea City     | 2017–2018        | Premier League   | 38        | 0         | 0    | 0     | 0        | 0        | —          | —          | —     | —     | 38       | 0        |
| Swansea City     | Összesen         | Összesen         | 149       | 0         | 1    | 0     | 0        | 0        | —          | —          | —     | —     | 150      | 0        |
| West Ham United  | 2018–2019        | Premier League   | 38        | 0         | 0    | 0     | 0        | 0        | —          | —          | —     | —     | 38       | 0        |
| West Ham United  | 2019–2020        | Premier League   | 25        | 0         | 1    | 0     | 0        | 0        | —          | —          | —     | —     | 26       | 0        |
| West Ham United  | 2020–2021        | Premier League   | 35        | 0         | 2    | 0     | 0        | 0        | —          | —          | —     | —     | 37       | 0        |
| West Ham United  | 2021–2022        | Premier League   | 37        | 0         | 0    | 0     | 0        | 0        | 1          | 0          | —     | —     | 38       | 0        |
| West Ham United  | 2022–2023        | Premier League   | 36        | 0         | 1    | 0     | 0        | 0        | 0          | 0          | —     | —     | 37       | 0        |
| West Ham United  | 2023–2024        | Premier League   | 10        | 0         | 2    | 0     | 2        | 0        | 9          | 0          | —     | —     | 23       | 0        |
| West Ham United  | 2024–2025        | Premier League   | 13        | 0         | 1    | 0     | 2        | 0        | —          | —          | —     | —     | 16       | 0        |
| West Ham United  | Összesen         | Összesen         | 194       | 0         | 7    | 0     | 4        | 0        | 10         | 0          | 0     | 0     | 215      | 0        |
| Karrier összesen | Karrier összesen | Karrier összesen | 428       | 0         | 26   | 0     | 20       | 0        | 32         | 0          | 0     | 0     | 506      | 0        |

### Válogatottban
| Válogatottban | Év       | Pályára lépések | Gólok |
| ------------- | -------- | --------------- | ----- |
| Lengyelország | 2006     | 3               | 0     |
| Lengyelország | 2007     | 3               | 0     |
| Lengyelország | 2008     | 7               | 0     |
| Lengyelország | 2009     | 3               | 0     |
| Lengyelország | 2010     | 3               | 0     |
| Lengyelország | 2011     | 3               | 0     |
| Lengyelország | 2012     | 1               | 0     |
| Lengyelország | 2014     | 1               | 0     |
| Lengyelország | 2015     | 6               | 0     |
| Lengyelország | 2016     | 10              | 0     |
| Lengyelország | 2017     | 4               | 0     |
| Lengyelország | 2018     | 6               | 0     |
| Lengyelország | 2019     | 4               | 0     |
| Lengyelország | 2020     | 3               | 0     |
| Lengyelország | 2021     | 2               | 0     |
| Összesen      | Összesen | 57              | 0     |